# Masacre de Czarny Las
Masacre de Czarny Las (en polaco: Mord w Czarnym Lesie, en inglés: Black Forest Massacre, en ucraniano: Різанина в Чорному Лісі) fue un asesinato en masa de entre 250 y 300 polacos étnicos durante la Segunda Guerra Mundial llevado a cabo por la Gestapo por orden del SS-Hauptsturmführer Hans Krüger en Czarny Las (bosque negro) cerca de Stanisławów, durante la noche del 14 de agosto de 1941.

## Antecedentes
Antes de la Segunda Guerra Mundial, Stanisławów (ahora Ivano-Frankivsk, Ucrania) era la sede del Voivodato de Stanisławów en la Segunda República Polaca. Después de la invasión de Polonia en 1939, el territorio fue anexado a la Unión Soviética. Durante la Operación Barbarroja de 1941, la ciudad fue capturada por el contingente húngaro de la Wehrmacht, más amigable con el pueblo polaco local. Pusieron fin a los pogromos de judíos locales, llevados a cabo por grupos de nacionalistas ucranianos. A principios de agosto de 1941, los húngaros fueron reemplazados por los alemanes, quienes con la ayuda de los nacionalistas ucranianos, comenzaron la preparación para el asesinato en masa de la intelectualidad polaca, bajo el mando del SS-Hauptsturmführer Hans Krüger, que ya había participado en la Masacre de profesores de Leópolis.

## Masacre
Por orden del jefe de la Gestapo, Hans Krueger, durante la noche del 8 al 9 de agosto de 1941, la policía auxiliar ucraniana arrestó a miembros de la intelectualidad polaca, en su mayoría maestros. Algunos fueron arrestados por enseñar ideas comunistas. A los polacos se les pidió que asistieran a una reunión organizativa, debido al próximo año escolar. Dado que los policías actuaron de manera educada, las víctimas no sospecharon nada malo. Esa noche, unas 250 personas fueron detenidas. Todos fueron retenidos en una prisión de la Gestapo, y al principio se les permitió a sus familias reunirse con ellos. Durante la noche del 14 al 15 de agosto, se les ordenó a los polacos subirse a camiones y unos 250 de ellos fueron llevados a Czarny Las, cerca del pueblo de Pawełcze, donde fueron fusilados. Antes de la ejecución, los alemanes habían ordenado a un grupo de campesinos de Pawełcze que cavaran fosas comunes. Una persona sobrevivió a la masacre, un guardabosques polaco del pueblo de Solotwina, que aprovechando la lluvia y la noche logró escapar de un camión. Entre los asesinados había maestros, médicos, sacerdotes y funcionarios públicos. 
El destino de los asesinados no fue conocido por sus familias, quienes en septiembre de 1941 enviaron una delegación a la Gestapo local. Hans Krüger les aseguró que todos estaban vivos y que la investigación aún continuaba. Los alemanes permitieron que las familias enviaran paquetes de comida y ropa a sus seres queridos. La comida se le dio a los perros y la ropa se la llevaron a los pabellones de la prisión de la Gestapo. En el invierno de 1942, la condesa Karolina Lanckorońska fue a Stanisławów como enviada del Consejo Central de Bienestar. Habló con Krüger y el fiscal alemán Rotter. En una conversación con Rotter, le sugirió que Krüger había matado a la intelectualidad de Stanisławów.
Entre los asesinados se encontraban varios profesores de secundaria, como Leon Buchowski, Maksymilian Fleszer, Henryka Halpern, Kajetan Isakiewicz,, Aleksander Jordan, Antoni Karsznia, Franciszek Jun, Kazimierz Waligóra, Rev. Łucjan Tokarski, Stanisław Umański, Maksymilian Chudnio, Witold Dąbrowski, Kazimierz Firganek, Henryka Halpern, Wawrzyniec Jakubiec, Antoni Karsznia, Władysław Łuczyński, Józef Majgier, Alojzy Rotter, Anatol Scherman, Ignacy Stamper, Stanisław Telichowski, Roman Jacyk, Radosław Jawecki, Maksymilian Rosenberg, Joanna Kopytowa, Stanisława Antoszewska, Zygmunt Kamińsk, Emil Planer, Kazimiera Skwarczyńska, Stanisław Szczepanowski, Władysław Begier, Włodzimierz Kamiński, Franciszek Sawicki, Aleksander Ilczyszyn, Marian Stefanów, Stanisława Czaprażanka, Władysława Rozozińska, Kamila Szczepanowska, Józef Drozd, Marcin Folger, Marian Płaczek, Jadwiga Robinowa, Irena Moldauer y Józef Kujbida. 

## Posguerra
Las fosas comunes se descubrieron en Czarny Las en 1988 gracias a los esfuerzos de las familias de las víctimas y con la ayuda de la población local. En 1991, el Consejo para la Protección de los Lugares de Lucha y Martirio erigió allí un monumento. En agosto de 2011, se colocó una cruz conmemorativa en Czarny Las, durante una ceremonia a la que asistieron el gobernador del Óblast de Ivano-Frankivsk, Mykhailo Vyshyvaniuk, Andrzej Kunert del Consejo para la Protección de los Lugares de Lucha y Martirio, y las familias de las víctimas. Durante la ceremonia, Kunert dijo: “No fue solo un ataque brutal de los alemanes contra la intelectualidad polaca, considerada por ellos como el principal enemigo, como la parte más peligrosa de la nación. También formaba parte de un plan más amplio de ambos ocupantes".